# Paratrichius akane
Paratrichius akane är en skalbaggsart som beskrevs av Miyake och Yamaya 1999. Paratrichius akane ingår i släktet Paratrichius och familjen Cetoniidae. Inga underarter finns listade i Catalogue of Life.